# Automobiles Otto
Die Société Générale des Voitures Automobiles Otto war ein französischer Hersteller von Automobilen.

## Unternehmensgeschichte
Das Unternehmen stellte zwischen 1900 und 1914 in Paris Automobile her und vertrieb sie unter verschiedenen Markennamen.

## Fahrzeuge

### Markenname Otto (1901–1907)
Zunächst wurden die Modelle 10 CV mit einem Zweizylindermotor und 20 CV mit einem Vierzylindermotor hergestellt. Beide Modelle verfügten über Kettenantrieb. 1902 ersetzte ein 10 CV mit Vierzylindermotor den 20 CV. 1907 stand ein 30 CV im Angebot.

### Markenname Culmen (1907–1909)
Mit dem Markennamen Culmen gab es ein Modell mit einem eigenen Einzylindermotor mit 1100 cm³ Hubraum, außerdem Modelle mit Vierzylindermotoren von Chapuis-Dornier mit 1500 cm³ und 1700 cm³ Hubraum.

### Markenname FL (1910–1914)
Henri de la Fresnaye aus Levallois-Perret stellte zwischen 1908 und Ende 1909 Kleinwagen mit dem Markennamen FL her. Ab 1910 übernahm Otto die Produktion. Das Modell 12/16 CV verfügte über einen Vierzylindermotor mit 2010 cm³ Hubraum und 13 PS Leistung. 1911 oder 1912 erschien zusätzlich das Modell 18/24 CV mit Sechszylindermotor und 3015 cm³ Hubraum.